# Гохорий, Жак
Жак Гохорий (фр. Jacques Gohory, лат. Leo Suavius, 1520—1576) — французский адвокат, врач и алхимик. Известен как автор одного из первых исследований, посвященного табаку.
Согласно французскому генеалогу Шарлю д’Озье, род Гохориев происходит из Тосканы, где его представители носили звание гонфалоньера. С 1321 года одна из ветвей семейства поселилась в Турени. Жак родился в 1520 году в семье представителя турской ветви Гохориев, сира Пьера де Гохория, адвоката, и его жены Катерины де Ривьер, вдовы графа де Ториньи. Всего в семье было шестеро детей, из которых двое братьев Жака также избрали судебную карьеру. В правление короля Франциска I неоднократно включался в посольства ко двору императора Карла V, позднее сопровождал посла Оде де Селв в Англию и Рим с 1554 по 1556 год. Позднее он жаловался на неблагодарность своих нанимателей, которым доставались почести за результаты его труда. В Риме Гохорий общался с поэтами Жоашеном Дю Белле и Оливье де Маньи.
За пределами дипломатических миссий, Гохорий большую часть жизни провёл в Париже за научными занятиями и литературной деятельностью. В 1544 году он перевёл первую книгу «Истории» Тита Ливия. В следующем году он перевёл с итальянского анонимную «L’histoire de la Terre-Neuve de Perú en l’Inde Occidentale», примечательную картой работы Никола Денисо. Последующие его переводы демонстрируют не менее широкий круг интересов: макиавеллиевских «Рассуждений» и «Государя», оккультный трактат Левинуса Лемниуса и три книги романа «Амадис Гальский» (книги X (1552), XI (1554), XIII (1571)). Среди друзей Гохория были многие члены «Плеяды», к поддержек которых он прибегал, защищая свой перевод «Амадиса». Ценность данного любовного романа, по его мнению, проистекала из содержащихся в нём алхимических аллегорий. Из тех же соображений Гохорий приложил руку к ряду изданий других художественных произведений. Им была подготовлена к публикации и прокомментирована средневековая французская поэма «La fontaine périlleuse», которую он полагал источником «Романа о Розе». Также Гохорий написал предисловие и поспособствовал публикации французского перевода «Гипнэротомахии Полифила» Жана Мартена. Гохорий также интересовался музыкой, и написал предисловие к трактату об игре на лютне своего друга Адриана ле Руа. Аналогичную услугу он оказал другому видному композитору, Орландо ди Лассо.
Оригинальные труды Гохория относятся прежде всего к сфере оккультизма. В «De Usu & Mysteriis Notarum» он рассматривает вопросы, касающиеся магических теорий Иоганна Тритемия, Раймунда Луллия и христианской каббалы. Также он обсуждает основные оккультные трактаты своего времени: «Театр памяти» Джулио Камилло, «900 тезисов» Джованни Пико делла Мирандола и «Три книги о жизни» Марсилио Фичино. Трактат Гохория «Instruction sur l’herbe Petum» (1572) стал первым исследованием на французском языке, посвящённым культивированию табака. Произведение посвящено герцогу Джованни Франческо Карафа, частому гостю «Ликея» Гохория.
В 1571 году Гохорий основал небольшое научное общество «Lycium philosophal San Marcellin». Название общества отсылает к предместью Сен-Марсель, где в своём саду он готовил снадобья по рецептам Парацельса, ставил алхимические опыты, делал талисманы и принимал учёных гостей. В последние годы жизни Гохорий занимался написание продолжения начатой Паоло Эмилио «Истории» Франции. «Лицей» Гохория был сугубо его частным предприятием и прекратил своё существование со смертью основателя в 1576 году. Автобиографические сведения о последних годах жизни учёного приводятся в его «Инструкциях».